# Polina Żeriebcowa
Polina Wiktorowna Żeriebcowa (ros. Полина Викторовна Жеребцова; ur. 20 marca 1985 w Groznym) – rosyjska pisarka dokumentalistka, poetka, autorka pamiętników obejmujących jej dzieciństwo, dojrzewanie i młodość w trakcie trzech wojen czeczeńskich.

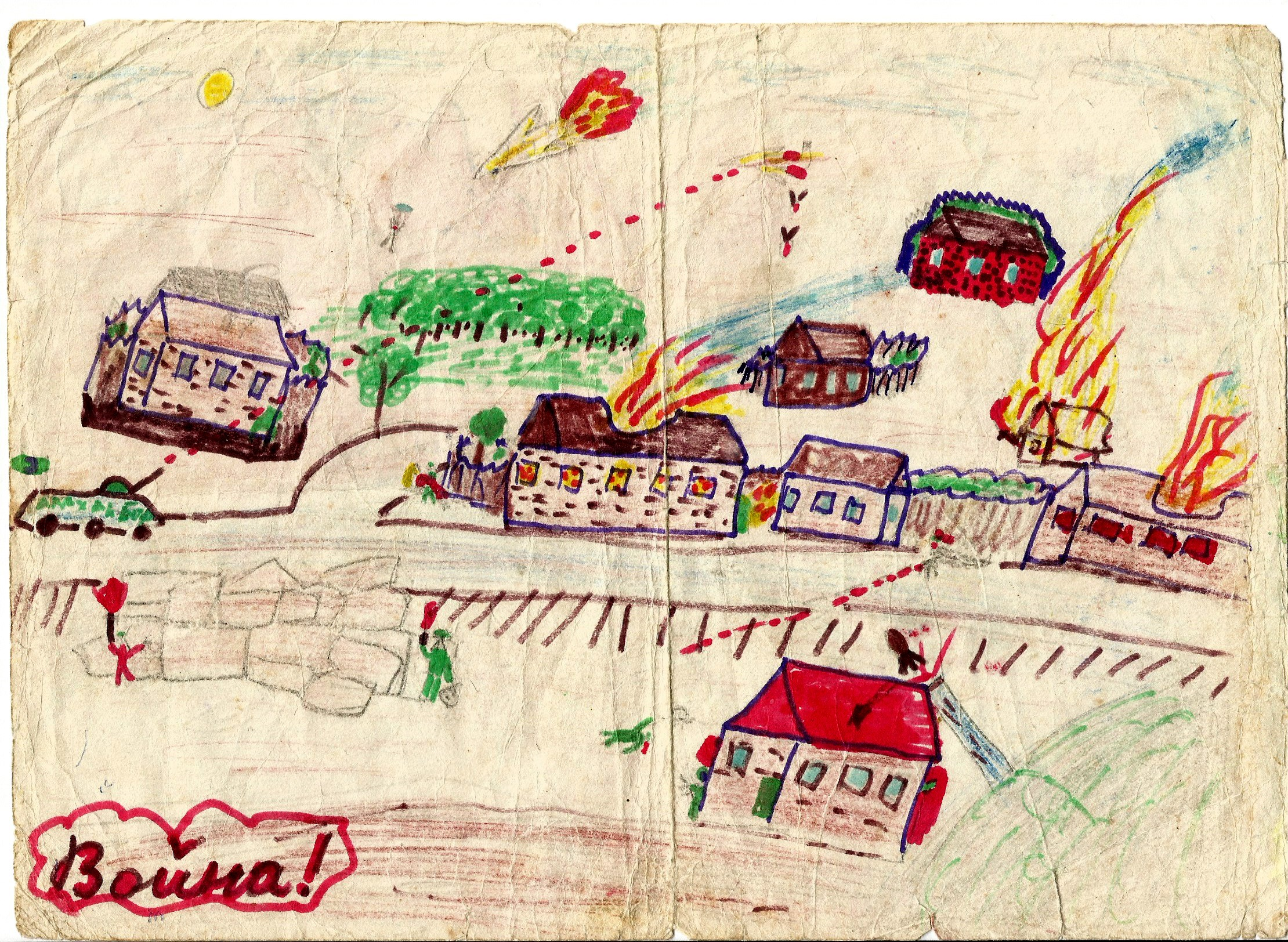
Wojna czeczeńska, 1995

## Życiorys
Polina Żeriebcowa urodziła się w 1985 roku w Groznym i mieszkała tam dwadzieścia lat. Z uwagi na wiele narodowości w rodzinie sama uważa się za kosmopolitkę.
W 1994 roku zaczęła prowadzić dzienniki, w których rejestrowała wszystko, co dzieje się wokół niej. W 2002 roku rozpoczęła pracę jako dziennikarka. Jest członkinią  Związku Dziennikarzy Rosji oraz PEN Clubu. Otrzymała rosyjską nagrodę Domu imienia Janusza Korczaka w Jerozolimie, od razu w dwóch kategoriach (opowieść i proza dokumentalna). W 2012 roku otrzymała dyplom Muzeum im. Sacharowa w Moskwie „Za dziennikarstwo jak czyn”. Od 2013 roku mieszka w Finlandii

## Spektakl
Dziennik czeczeński Poliny Żerebcowej - w 2017 spektakl w reżyserii Iwana Wyrypajewa to poruszający zapis wchodzenia w dorosłość z okrutną wojną w tle. Autorka opisuje swoje dzieciństwo i młodość, które przypadły na lata 1994-2004. 

## Wybrane publikacje
- 2011 — "Dniewnik Żeriebcowoj Poliny", książka o drugiej  wojnie czeczeńskiej, ISBN 978-5-89935-101-3
- 2014 — "Murawiej w stieklannoj bankie. Czeczenskije dniewniki 1994-2004", o pierwszej wojnie czeczeńskiej, ISBN 978-5-17-083653-6
- 2015 — "Tonkaja sieriebristaja nit" (opowieści o wojnie). ISBN 978-5-17-092586-5
- 2017 — "Ослиная порода"  ISBN 978-5-9691-1536-1
- 2017 — "45-я параллель"  ISBN 978-966-03-7925-1

## Recenzje
"Politkowska opisała wojnę jako dziennikarz, który przyszedł z zewnątrz. Polina Żeriebcowa opowiedziała o wojnie od wewnątrz, z jądra ciemności".
Der Spiegel.